# Paul van Dyk
Matthias Paul, nome artístico Paul Van Dyk ou PVD (Eisenhüttenstadt, 16 de dezembro de 1971), é um DJ da Alemanha, um dos mais importantes da música trance da atualidade. Assumiu a a primeira posição do top 100 da DJ Mag em 2005 e 2006.
Foi criado em Berlim Oriental, tendo pequenos contatos com o mundo capitalista, por meio de fitas cassete e rádio, onde ele descobriu artistas como The Smiths e New Order.
Após a queda do Muro de Berlim, uma larga cultura ocidental invadiu Berlim, e embora o techno emergisse, Paul procurava um som diferente, mais único. Utilizando duas plataformas giratórias velhas, criou suas primeiras fitas de remix com suas ideias. Em março de 1991, seu estilo único de música foi tocado pela primeira vez ao público no clube Tresor, em Berlim.
Nesse mesmo período, Paul começou a escrever suas primeiras composições. Sua primeira produção, Perfect Day, feita em conjunto com Cosmic Baby como Visions of Shiva, foi lançada em 1992. Em 1993, ganhou mais reconhecimento com o remix de "Love Simulation" de Humate, ao mesmo tempo que tocava no clube noturno E-Werk em Berlim. No ano seguinte, gravou o álbum 45 RPM.
Nos anos seguintes, Paul ganhou respeito remixando composições de vários artistas de nome, como Inspiral Carpets, Sven Väth, Curve e New Order. Isto ocorreu até o lançamento de seu segundo álbum, Seven Ways, que o estabilizou como um dos grandes artistas eletrônicos.
Em 1998 foi lançada a versão inglesa do seu álbum 45 RPM, e o novo remix de For an Angel. O álbum permaneceu duas semanas como número um nas paradas inglesas, e quatro nas paradas de dança alemãs, e ainda ganhou destaque nas paradas americana, holandesa, australiana, belga e escandinava. Em 1999, Paul criou junto de sua equipe a Vandit Records, que traria lançamentos seus e de novos e inovadores DJs.
Na época do lançamento de Out There & Back em 2000, ficou claro que o músico de Berlim tinha mais a oferecer do que sua assinatura de club sets e remixes já haviam definido, como um dos mais influentes DJs alemães de todos os tempos.
Sua primeira compilação mix, o álbum The Politics of Dancing foi lançada em 2001, seguido de Global (DVD) em 2003.
Hoje, sua agenda de turnês está sempre cheia, com paradas nos principais locais de Londres, Tel Aviv, Cidade do México, Nova Iorque, Singapura e outros.

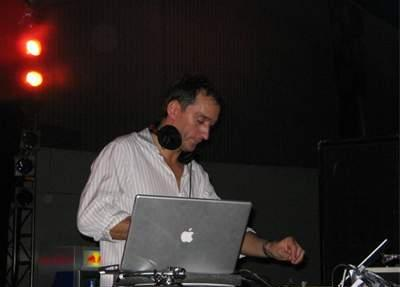
Paul van Dyk, em El Salvador.

## Discografia

### Álbuns
- 1994 45 RPM (Remixes Per Minute)
- 1994 Pumpin
- 1994 The Green Valley EP
- 1995 Emergency (The Remixes)
- 1996 Seven Ways
- 2000 Out There And Back
- 2001 Columbia EP
- 2001 The Politics of Dancing
- 2002 Zurdo: Musica Original de la Pelicula (Soundtrack)
- 2003 Global
- 2003 Reflections
- 2005 The Politics of Dancing 2
- 2007 In Between
- 2009 Volume - The Best Of
- 2012 Evolution
- 2014 The Politics of Dancing 3
- 2017 From Then On
- 2018 Music Rescues Me

### Álbuns de remixes
- 2004: Re-Reflections
- 2008: Hands on in Between
- 2013: (R)Evolution: The Remixes
- 2015: The Politics of Dancing 3 (Remixes)

### Compactos
- 1995 You Like That?! (como DFM)
- 1996 Beautiful Place
- 1997 Forbidden Fruit
- 1997 Words
- 1998 For An Angel (PvD's 1998 E-Work Remix)
- 1999 Another Way
- 1999 Namistai (com BT)
- 1999 Tell Me Why (The Riddle)" (com Saint Etienne)
- 2000 Lovin' U (como DFM)
- 2000 We Are Alive
- 2002 Animacion
- 2003 Nothing But You (com Hemstock & Jennings)
- 2003 Time Of Our Lives (com Vega 4)
- 2003 Buenaventura
- 2004 Crush (com Second Sun)
- 2004 Wir Sind Wir (com Peter Heppner)
- 2005 The Other Side (com Wayne Jackson)
- 2007 White Lies (com Jessica Sutta de The Pussycat Dolls)

### Co-produções
- The Visions Of Shiva (com Cosmic Baby)
  - 1992 Perfect Day
  - 1993 How Much Can You Take?

### Compilações
- 1997 Perspective - A Collection Of Remixes 1992-1997
- 1998 Vorsprung Dyk Technik
- 2001 The Politics of Dancing
- 2005 The Politics of Dancing 2
- 2015 The Politics of Dancing 3

## Videografia
- 2003 Global (DVD)